# Sadao Watanabe (Musiker)

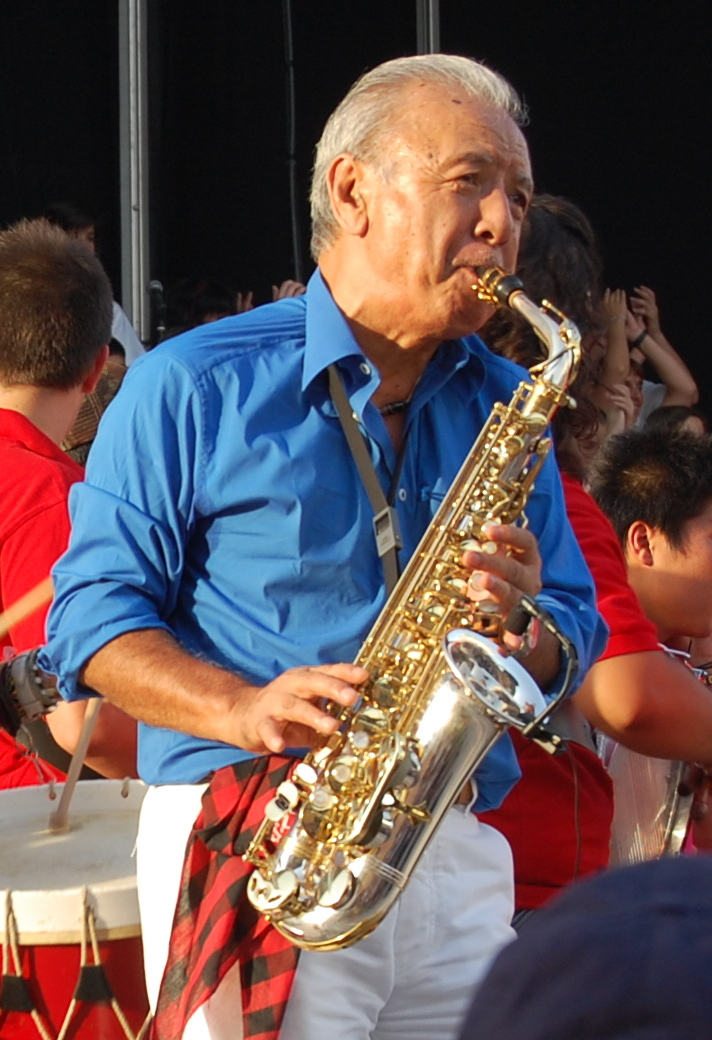
Sadao Watanabe (2008)

Sadao Watanabe (japanisch 渡辺 貞夫, Watanabe Sadao; * 1. Februar 1933 in Utsunomiya) ist ein japanischer Jazz-Saxophonist.

## Leben und Wirken
Watanabe lernte Klarinette an der Highschool und später Altsaxophon. Anfang der 1950er Jahre ging er nach Tokio, wo er sich 1953 der Band von Toshiko Akiyoshi anschloss. 1961 erschien sein erstes Album als Bandleader Sadao Watanabe. 1962 ging er nach Boston, wo er das Berklee College of Music besuchte und mit Musikern wie Gary McFarland, Chico Hamilton und Gábor Szabó arbeitete. Aus dieser Zeit stammt auch sein Interesse für brasilianische Musik.
1965 kehrte er nach Japan zurück, wo er großen Einfluss auf die Jazz-Szene gewann. Sein Album Jazz & Bossa löste eine Bossa-Nova-Welle in Japan aus. Mit Auftritten Ende der 1960er Jahre beim Newport Jazz Festival und beim Montreux Jazz Festival 1970 begann seine internationale Karriere. 1972 wurde erstmals Sadao Watanabe ~ My Dear Life ausgestrahlt, ein Radioprogramm, das neunzehn Jahre lang fortgesetzt wurde. In den Folgejahren nahm Watanabe mehr als sechzig Alben als Bandleader auf; er wurde sowohl in Japan als auch den USA für seine Leistungen ausgezeichnet; u. a. erhielt er einen Ehrendoktortitel des Berklee College of Music (1995).
Seit 1995 hielt er Workshops für Kinder und beteiligte sich an Wohlfahrtskonzerten wie Kids for Banbini in Italien. Von 2001 an war er Executive Producer der japanischen Ausstellung der Expo 2005. 2005 wurde er mit dem Orden der Aufgehenden Sonne ausgezeichnet. Im Bereich des Jazz war er laut Tom Lord zwischen 1954 und 2016 an 166 Aufnahmesessions beteiligt.

## Diskografie (Auswahl)
- Sadao Watanabe & Charlie Mariano: Iberian Waltz (Denon, 1967)
- Dedicated to Charlie Parker mit Terumasa Hino, Masanaga Harada, Fumio Watanabe, Kazuo Yashiro, 1969
- Round Trip (Universe, 1974) mit Jack DeJohnette, Miroslav Vitouš, Chick Corea
- I’m Old Fashioned (Sony, 1976) mit Ron Carter, Hank Jones
- Birds of Paradise (JVC, 1977) mit Ron Carter, Hank Jones, Tony Williams
- Autumn Blow (JVC, 1977) mit Lee Ritenour, Ernie Watts, Patrice Rushen, Anthony Jackson, Harvey Mason, Steve Forman
- Birds of Passage (Elektra, 1977) mit Ron Carter, George Duke, Hank Jones, Hubert Laws, Kazumi Watanabe, Tony Williams, Jimmy Haslip, Alex Acuña, Diana Acuna,  Vinnie Colaiuta, Paulinho da Costa, Freddie Hubbard
- California Shower (Flying Disk, 1978) mit Dave Grusin, Lee Ritenour, Chuck Rainey, Harvey Mason, Paulinho da Costa, Oscar Brasher, George Bohanon, Ernie Watts
- Morning Island (Flying Disk, 1979) mit Dave Grusin, Jeff Mironov, Francisco Centeno, Steve Gadd, Rubens Bassini, Eric Gale
- How's Everything – Live at Budokan (1980) mit Steve Gadd, Eric Gale, Dave Grusin, Anthony Jackson, Ralph McDonald, Jeff Mironov, Richard Tee, The Tokyo Philharmonic Orchestra – Jon Faddis
- Nice Shot (Flying Disk, 1980: Sadao Watanabe Greatest Hits mit Steve Gadd, Eric Gale, Dave Grusin, Harvey Mason, Chuck Rainey, Lee Ritenour u. a.)
- Orange Express (1981) mit Dave Grusin, George Benson, Bobby Broom, Marcus Miller, Buddy Williams
- Fill Up The Night (1983) mit Ralph MacDonald, Richard Tee, Marcus Miller, Steve Gadd, Eric Gale, Paul Griffin
- Rendezvous (1984) mit Steve Gadd, Marcus Miller, Richard Tee, Ralph MacDonald, Eric Gale, Anthony MacDonald, Barry Eastmond, William Eaton, Roberta Flack
- Parker’s Mood (1985) mit Seigen Ono, James Williams, Jeff Tain Watts, Charnett Moffett
- Fly Me To The Moon (Victor, 1986)
- Go Straight Ahead ’n Make a Left (1997) mit Bernard Wright, Charley Drayton, Mike Flythe
- Remembrance (Verve, 1999) mit Robin Eubanks, Billy Drummond, Jim Anderson, Cyrus Chestnut, Romero Lubambo, Christian McBride, Nicholas Payton